# Entringen
Entringen ist ein Teilort und der Verwaltungssitz der Gemeinde Ammerbuch im Landkreis Tübingen in Baden-Württemberg (Deutschland).

## Geographie
Entringen liegt am westlichen Rand des Schönbuchs in 360 bis 545 Meter Höhe. Der Schönbuch bildet hier eine Stufe des Südwestdeutschen Schichtstufenlands mit einer Lage von Stubensandstein über mächtigen Paketen von weichem Gipskeuper und Mergel. Es ist von Tübingen und Herrenberg jeweils rund zehn Kilometer entfernt und über die B 296 oder die Ammertalbahn schnell zu erreichen. Im Zentrum des Ortes liegt die evangelische Michaelskirche mit auffallend grün gedecktem Turm, die das Ortsbild beherrscht. Oberhalb des Ortes liegt das Schloss Hohenentringen. 

## Geschichte
Im 18. Jahrhundert leitete der Entringer Pfarrer Johann Neobolus Jodoci laut Martin Crusius die Herkunft des Ortsnamens von einer lateinischen Abkürzung E. N. T. R. eines römischen Militärlagers ab, d. h. Equites Neronis Tibuarii Rom. oder Equites Neronis TRibuarii, was aber sonst nicht belegt ist.
Die ältesten Funde in Entringen sind alamannische Gräber aus dem 5. Jahrhundert, darunter ein bereits 1926 entdecktes gut ausgestattetes Kriegergrab, die in den 1930er Jahren im Gebiet der heutigen Bahnhofstraße/Zeppelinstraße gefunden wurden und die auf eine alamannische Besiedlung bereits in dieser Zeit hinweisen. Zu dem Kriegergrab gehörte auch ein Pferdegrab, welches 1999 in der Zeppelinstraße gefunden wurde.
Entringen entwickelte sich über die Jahrhunderte hinweg von der alamannischen Siedlung zu einem landwirtschaftlich geprägten württembergischen Dorf.
Urkundlich erscheint der Name „Antringen“ erstmals im Jahr 1075 in Verbindung mit dem Entringer Adelsherren Adalbertus de Antringen auf der Gründungsurkunde des Klosters Hirsau. Im Jahr 1284 wird erstmals Hohenentringen erwähnt. Seit langem hat Entringen das Marktrecht.
1296 erwirbt das Kloster Bebenhausen den Entringer Fronhof. 1300 übergibt Graf Heinrich von Veringen dem Kloster Bebenhausen das Eigentumsrecht der Weingärten am Hertrichsberg oder anderswo im Entringer Bann sowie allen anderen ihm daselbst gehörigen Grund und Boden mit allen Rechten und Zubehör. 1452 wird mit dem Bau der heutigen Michaelskirche begonnen. Entringen war vor der Reformation ein regionaler Wallfahrtsort. Das Dorf Entringen hat um 1600 etwa 1100 Einwohner, durch Pestepidemien und den Dreißigjährigen Krieg wird die Einwohnerzahl allerdings auf etwa 470 reduziert. Der von Vogt Heß im Jahr 1685 erwähnte Großbrand vernichtete nicht in Entringen, sondern in Eutingen 133 Gebäude.

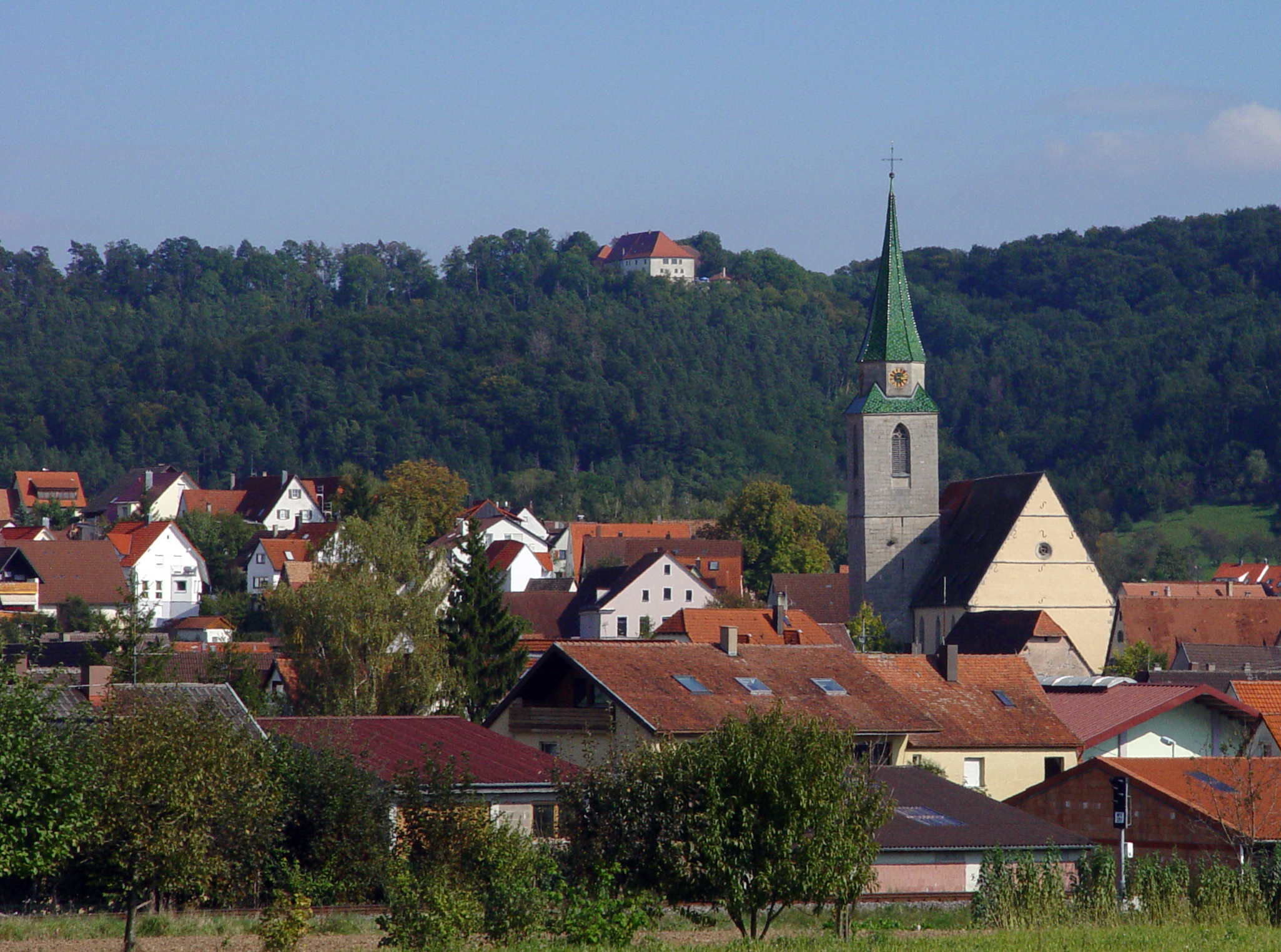
Entringen mit St. Michael und Hohenentringen im Hintergrund

1806 wird die Straße von Tübingen nach Herrenberg vom bisherigen Verlauf über Reusten und Altingen nach Entringen verlegt. Kurz darauf im Jahr 1808 kommt Entringen, das bis dahin zum Amt Tübingen zählte, zum Oberamt Herrenberg.
Im Jahr 1827 erfolgt die Verlegung des Friedhofs vom bisherigen Standort an der Michaelskirche an den Dorfrand. Auf dem ehemaligen Friedhof wurde eine Schule errichtet, die durch ein Feuer beschädigt und ca. 2020 wegen Baufälligkeit abgerissen wurde. In den Jahren 1843/44 wurde ein neues Rathaus gebaut.
1855 werden von der Gemeinde sechs Webstühle beschafft, um daran Waisen und Kinder armer Familien auszubilden und ihnen eine Lebensgrundlage zu bieten. 1862 wird die Entringer Freiwillige Feuerwehr gegründet. 1877 erwerben die Freiherren von Ow das Schloss Hohenentringen. In den Jahren 1909 bis 1910 wird Entringen an die neugebaute Ammertalbahn angebunden.
1910 beginnt der industrielle Gipsabbau (Gipswerk Entringen) in der Gipsgrube zwischen Entringen und Breitenholz. 1936 wird das Freibad gebaut. Zwei Jahre darauf kommt Entringen vom Oberamt Herrenberg wieder zum Kreis Tübingen.
Seit über 100 Jahren lautet der Ortsneckname der Entringer „Storchenschendler“. Dies nach der geglückten Rettung eines vom Kirchendach abgestürzten Jungstorchs, dessen gebrochenes Bein mit einer Schindel geschient wurde.

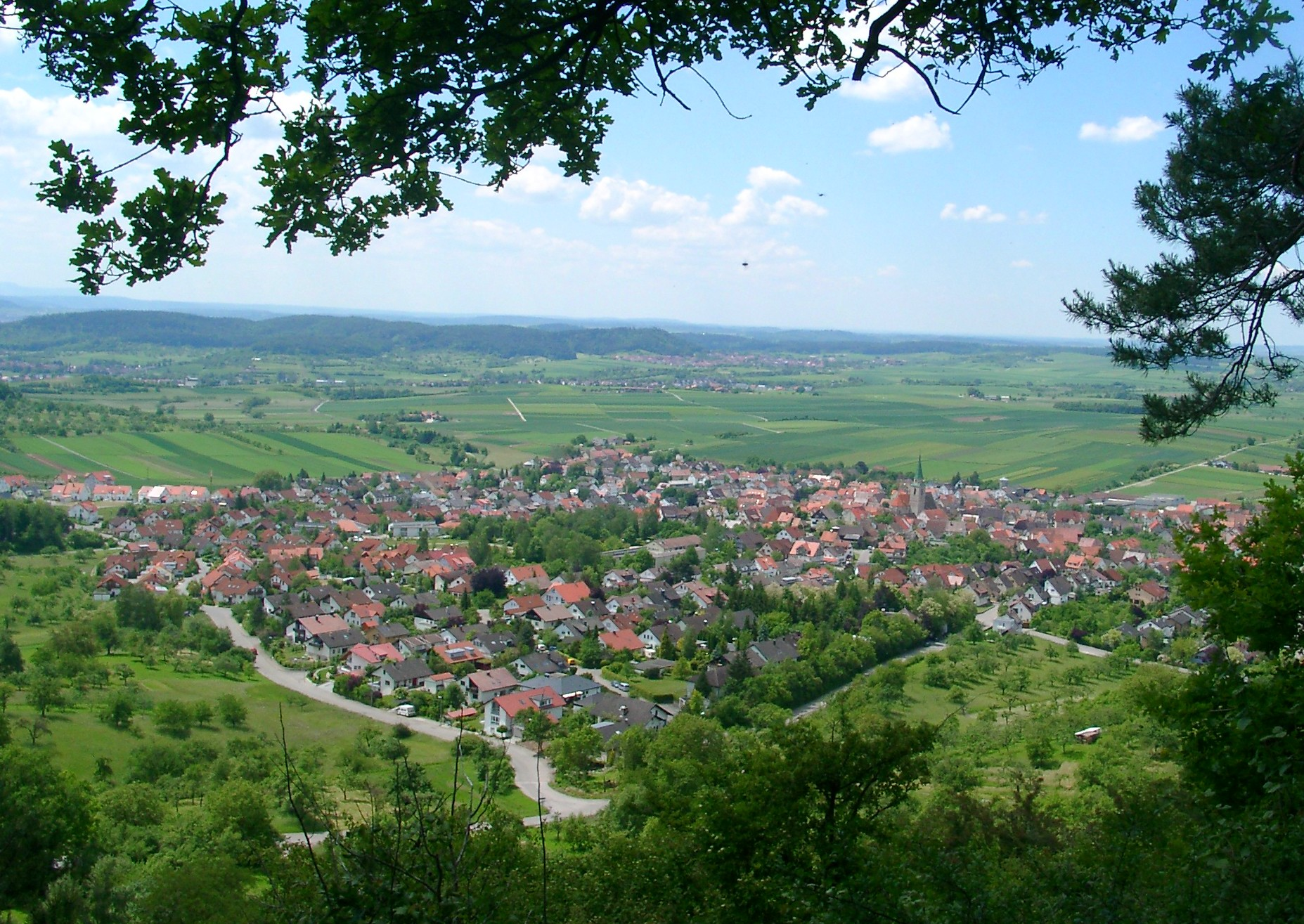
Blick auf Entringen vom Schönbuchspitz

Im Zuge der baden-württembergischen Gemeindereform hat sich Entringen mit fünf bis dahin eigenständigen Ortschaften am 1. Dezember 1971 zur Einheitsgemeinde Ammerbuch zusammengeschlossen. Entringen war die größte unter diesen Gemeinden, hat seit langem das Marktrecht und wurde zum Verwaltungssitz der Gemeinde Ammerbuch ausgewählt.
Heute hat Entringen etwas über 3600 Einwohner und ist Wohnort mit guter Infrastruktur und hohem Freizeitwert.
Das Wappen der ehemals selbständigen Gemeinde Entringen zeigt unter goldenem, mit einer liegenden schwarzen Hirschstange belegtem Schildhaupt, in Rot eine silberne, nach rechts schwimmende Ente. Es wurde von der Gemeinde 1929 angenommen. Die Ortsfarben sind Weiß-Rot. Die Ente, mit der auf den Ortsnamen Bezug genommen wird, ist als Fleckenzeichen schon 1674 und 1683 belegt. Eine im Ortsarchiv aufbewahrte Fahne von 1839 trägt das Bild einer nach rechts gewandten silbernen Ente auf Grasboden in hellblauem Feld. Im Jahr 1900 zeigte das Gemeindesiegel eine rechtshin schwimmende Ente unter drei liegenden Hirschstangen.

## Statistik
Entringen hat 3852 Einwohner (Stand: Januar 2023).

### Bevölkerungsentwicklung
- 1858: 1130 Einwohner
- 1905: 1069 Einwohner
- 1950: 1442 Einwohner
- 1971: 2103 Einwohner
- 2000: 3504 Einwohner
- 2011: 3650 Einwohner
- 2016: 3755 Einwohner
- 2019: 3783 Einwohner
- Dezember 2020: 3782 Einwohner
- Januar 2023: 3852 Einwohner

## Sehenswürdigkeiten

### Michaelskirche

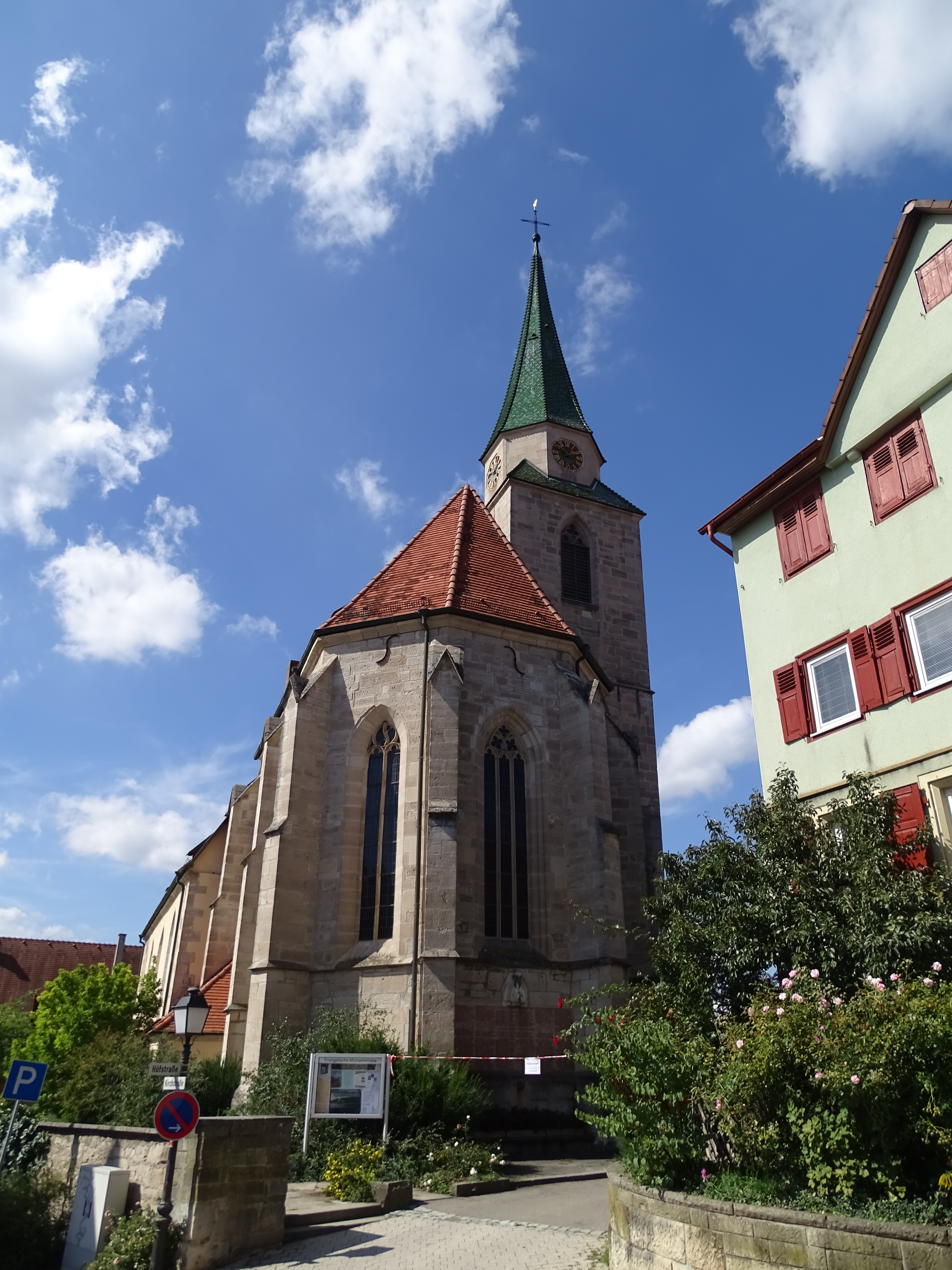
Michaelskirche

Die Ursprünge der Kirche St. Michael gehen auf eine Saalkirche vom 9. Jahrhundert zurück. 1275 wird die Pfarrei damals im Bereich des Bistums Konstanz erstmals urkundlich erwähnt. Das Langhaus der gotischen Pfarrkirche wurde 1452 erbaut und innen mehrfach umgestaltet. Die letzte große Renovierung war 1967. Der Turm der Kirche aus massiven Stubensandsteinquadern steht teilweise auf massivem gipshaltigem Fels und teilweise auf unstabilem Untergrund und ist bereits seit dem Bau schief. Trotz umfangreicher Sanierungen hat er sich in den letzten Jahren weiter geneigt. 2021 wird versucht mit einer nachträglichen Pfahlgründung mit 20 Meter tiefen Betonpfählen den Turm für die Zukunft zu sichern.
Die Orgel wurde von Christian Gotthilf Haußdörffer begonnen und von Johann Christian Hagemann 1764 fertiggestellt. 1972 wurde in das alte Gehäuse eine neue Orgel von Oesterle eingebaut. 1999 wurde die Orgel von Braun saniert und klanglich erweitert. Im Chor hängt ein Triptychon von Manfred Luz (2002): Michael weist den gefallenen Engel in seine Schranken, zeigt ihm aber gleichzeitig den Weg zum Licht. Mit dem Ortsteil Kittelsthal der Stadt Ruhla besteht seit 1990 eine Partnerschaft der Kirchgemeinden.

### Geläut
Die Michaelskirche verfügt über ein bedeutendes Geläut. Die älteste Glocke, die Ave-Maria, stammt aus der 1. Hälfte des 14. Jahrhunderts, sie ist damit älter als der jetzige Kirchenbau. Das Osannaglöckle stammt von Pantlion Sidler. Früher verfügte das Geläut noch über eine weitere Glocke mit schwerer Rippe von Sidler, die alte Dominica-Glocke mit Schlagton f’. Sie ist abgenutzt und durch Risse beschädigt und ging als Dauerleihgabe an das Glockenmuseum in Herrenberg. Zum Reformationstag am 31. Oktober 2017 wurde die alte Dominica ausgetauscht gegen eine gestiftete neu gegossene Glocke in gleicher Tonhöhe, die jetzige Betglocke. Die Kirchengemeinde bezahlte für eine zweite tiefere neue Dominica-Glocke, die mit Schlagton d’ nun die tiefste Glocke im Geläut bildet. Ein weiterer Stifter ermöglichte als drittes die Michaelsglocke, die an diesem Tag eingeweiht wurde, sodass das Geläut nun neun Glocken umfasst.
Disposition seit 31. Oktober 2017:
1. Christusglocke (Dominika) d’ 2. Große Betglocke f’ 3. Kleine Betglocke (Ave-Maria-Glocke) g’ 4. Kreuzglocke a’ 5. Zeichenglocke c’’ 6. Schiedglocke d’’ 7. Taufglocke f’’ 8. Michaelsglocke g’’ 9. Osanna b’’.
Seit urdenklichen Zeiten läutete um 18.00 Uhr die Ave-Maria-Glocke das "uffa Märga Läuten". Es gemahnte ursprünglich ein Ave-Maria zu beten. Nach der Reformation wurde die Tradition beibehalten und wurde so zur „Feierabendglocke“, die das Ende des Arbeitstages ankündigte. Die neue große Betglocke übernahm 2017 die Aufgabe.
Das Osannaglöckle hat seine eigene Geschichte. Der ursprüngliche Dienst der Glocke verliert sich im Dunkel der Geschichte, aber irgendwann war es dann als Rathausglocke im Dienst. Im Krieg erlitt es einen Treffer von einer Gewehrkugel. Der Schuss beschädigte die Krone, so dass sie nicht mehr aufgehängt werden konnte. Viele Jahre verbrachte das Glöckle stumm auf einem Dachboden. Das Rathaus bekam später eine neue Glocke und der technische Fortschritt ermöglichte, dass die Krone repariert werden konnte. Im Zuge einer Erweiterung des Geläuts mit zwei neuen Glocken wurde das nun überzählige Glöckle von der bürgerlichen Gemeinde an die Kirchengemeinde übergeben, und das Osannaglöcke konnte ins Geläut von damals sieben Glocken integriert werden. Das obertonreiche Osannaglöckle mit seinem markanten Schlagton b’’ lässt sich von den anderen Glocken beeindrucken und klingt im Plenum gelitten auf a’’.

### Hohenentringen

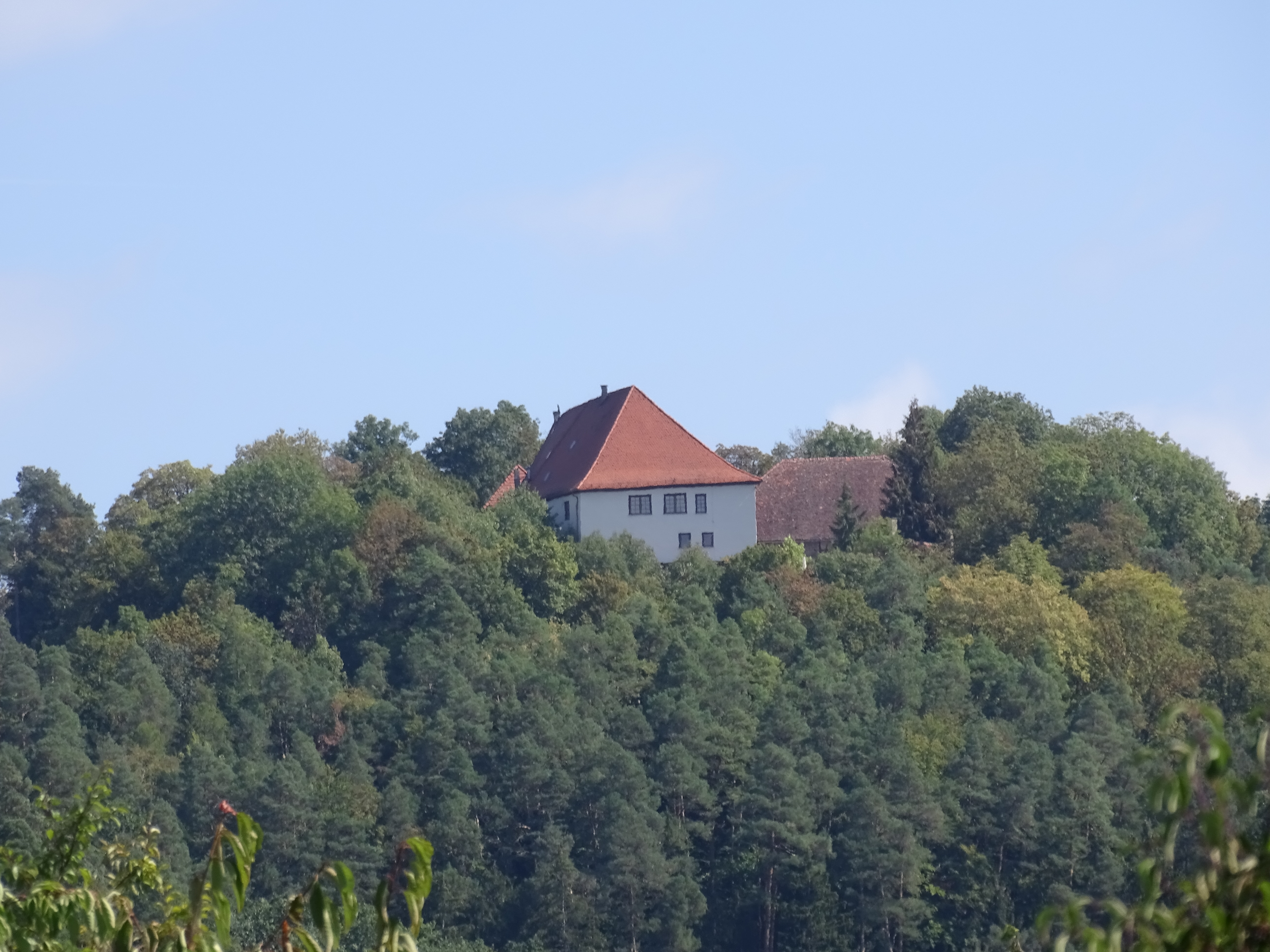
Hohenentringen von Entringen aus fotografiert

Das Schloss Hohenentringen entstand im 12. Jahrhundert oben auf dem Berg, vermutlich weil es unten im Dorf zu unsicher war. Die Gründer waren die Entringer Adelsherren (Adalbertus de Antringen). Um 1300 starben die Entringer Herren aus. Danach übernahmen die Ehinger, Hailfinger und Gültlinger die Burg. Die heutige Burg entstand im 15. und 16. Jahrhundert und wurde öfter umgebaut. 1417 wohnten dort fünf verwandte Familien. Sonntags gingen sie mit ihren 100 Kindern in so stattlichem Zug zur Kirche, dass die ersten beim Dorf anlangten, während die letzten das Schloss verließen. Diese Szene ist 1913 von Gunhild von Ow gemalt worden und hängt heute in der Gaststube. Christian Heinrich Zeller wurde am 29. März 1779 auf Hohenentringen geboren. Als Christlicher Erzieher und Hausvater, als Pädagoge des schwäbischen Pietismus, als einer der großen Pioniere der Inneren Mission und nicht zuletzt als Liederdichter ist er in die Geschichte eingegangen.
In der Nähe von Hohenentringen wurde am 7. Juli 2011 ein Friedwald eröffnet.
Im Naturpark Schönbuch gibt es im Entringer Gewann Steingart einen Hermann-Löns-Brunnen, der von einer Freundesgruppe um den Tübinger Künstler Ugge Bärtle Mitte der 1920er Jahre errichtet wurde.Lage

## Verkehr

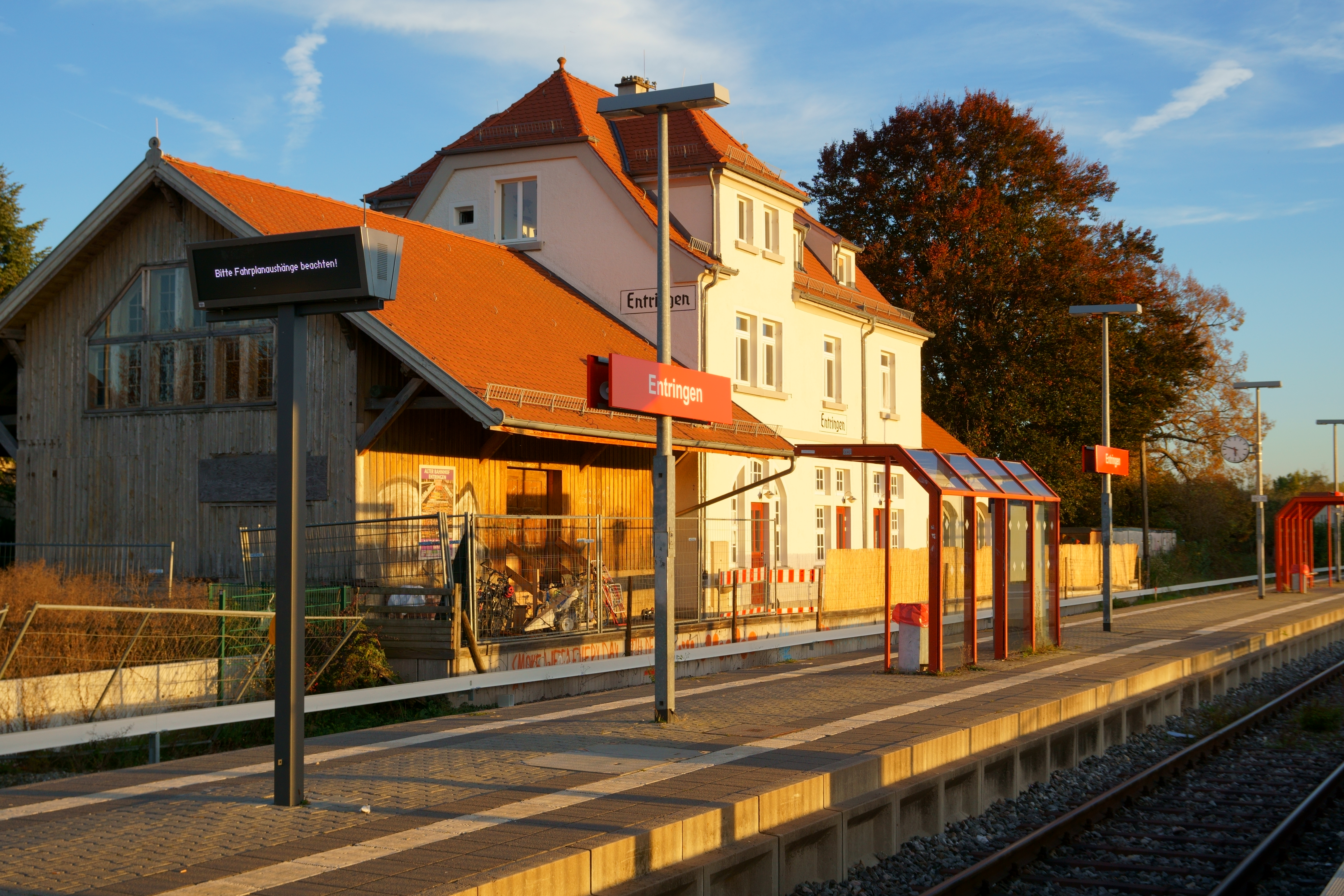
Bahnhof Entringen

Durch Entringen verläuft die B 296 (zuvor Teil der B28), der nächste Autobahnanschluss ist nur wenige Kilometer entfernt in Herrenberg zur A 81. Entringen liegt an der Ammertalbahn (Herrenberg-Tübingen). Diese wird als RB R73 im 30-Minuten-Takt befahren. 

## Natur
Direkt am Ortsrand liegt das Naturschutzgebiet Schönbuch-Westhang/Ammerbuch. Die Wälder des Naturparks Schönbuch bieten Wandermöglichkeiten.